# دنیل وودهاوس
دنیل وودهاوس (انگلیسی: Danielle Woodhouse؛ زادهٔ ۲۳ ژانویه ۱۹۶۹) بازیکن زن واترپلو اهل استرالیا بود.
وی در مسابقات کشوری و بین‌المللی در مجموع برندهٔ ۲ مدال طلا شده‌است.